# Wolf Mankowitz
Wolf Mankowitz, född den 7 november 1924 i East End, London, död den 20 maj 1998 i County Cork, Irland, var en engelsk författare och manusförfattare.

## Biografi
Mankowitz föddes i hjärtat av Londons judiska distrikt och var av rysk judisk härkomst. Han utbildade sig på Downing College i Cambridge.
Mankowitz var en av de ursprungliga delägarna i Partisan Coffee House, en mötesplats för nya vänstern strax utanför Soho Square, i verksamhet 1958–1962. I slutet av 1960 var han delägare i Pickwick Club, i Gt Newport St, Charing Cross Road i Soho där Peddlers, en popgrupp ledd av Roy Phillips, var bosatta.
Dokument som publicerades i augusti 2010 visade att Mankowitz misstänktes av säkerhetstjänsten MI5 för att vara en kommunistisk agent under ett decennium efter andra världskriget. Enligt en artikel i The Guardian lades dock undersökningen ner efter att han avbrutit en besök i Ryssland 1957.

## Författarskap
Wolf Mankowitz bakgrund försåg honom med material till hans mest framgångsrika bok Önska vad du kan (1953). Denna spelades in som film av regissören Carol Reed 1955 och Mankowitz själv skrev manus. År 1958 skrev han boken för West End-musikalen Expresso Bongo, som gjordes till film följande år med Cliff Richard och Laurence Harvey i huvudrollerna. Filmens regissör Val Guest föreslog Harvey att det kunde vara en god idé att modellera sin filmroll som Johnny Jackson på Mankowitz egen karaktär, vilket resulterade i att karaktären på filmen verkar likna Mankowitz. Mankowitz själv visas i filmens öppningssekvens.
Mankowitz manus för Anthony Asquiths film The millionairess (1960), baserad på 1936 pjäs av George Bernard Shaw och med Sophia Loren och Peter Sellers i huvudrollerna, nominerades till en BAFTA Award för bästa manus. Ett annat manus vid denna tid var ett vidare samarbete med Val Guest i science fiction-filmen The Day the Earth Caught Fire (1961).
År 1962 erbjöd sig Mankowitz att introducera sin vän Albert R. Broccoli till Harry Saltzman, innehavare av filmrättigheterna till James Bond, när Broccoli nämnde att han ville göra Bond-serien som sitt nästa filmprojekt. Broccoli och Saltzman bildade då ett partnerskap och började samproducerar den första Bond-filmen, Dr No, där Mankowitz anställdes som en av manusförfattarna. Han samarbetade även senare med manuset till den "inofficiella" Bond-filmen 1967, Casino Royale.
Mankowitz hade också ett rykte som dramatiker. Flera av hans pjäser började som antingen filmer eller tv-pjäser. Han dog av cancer 1998 i grevskapet Cork i Irland, och är begravd på Golders Green Crematorium.